# Service Advertising Protocol
Service Advertising Protocol (SAP) je protokol vytvořený firmou Novell pro vyhledávání a oznamování služeb v sítích IPX. SAP dovoluje dynamicky registrovat a rušit služby serverů. Klientským stanicím naopak umožňuje vyhledávat požadované servery a služby.
Každý funkční server v síti Netware oznamuje periodicky dostupnost svých služeb pomocí protokolu SAP; před svým zastavením používá server SAP pro indikaci, že jeho služby nebudou dostupné. Servery v síti s protokolem IPX mohou používat SAP pro svou identifikaci pomocí jména a typu služby. Všechny entity, které používají SAP, musí oznámit pomocí broadcastu své jméno a typ služby; tato dvojice musí být v rámci propojených sítí (IPX internetwork) jednoznačná. Tyto zásady jsou vynucovány správci systému a vývojáři aplikací. V rozsáhlejších sítích může být periodické ohlašování dostupnosti služeb (spolu s výměnou směrovacích informací) zdrojem nezanedbatelného provozu, proto byl protokol SAP v sítích NetWare pracujících s protokoly TCP/IP nahrazen protokolem SLP.

## Struktura SAP PDU
SAP pakety se dopravují v IPX paketech s hodnotou 4 v poli Packet Type a s číslem soketu 0x0452. Obsahují jeden nebo více záznamů se strukturou popsanou v následující tabulce:
| Pole            | Oktetů | Význam                      |
| --------------- | ------ | --------------------------- |
| Operation       | 2      | Operace                     |
| Service Type    | 4      | Typ služby                  |
| Server Name     | 48     | Jméno serveru               |
| Network Address | 4      | Číslo sítě                  |
| Node Address    | 6      | Číslo uzlu                  |
| Socket Address  | 2      | Číslo soketu                |
| Hops to Server  | 2      | Vzdálenost k serveru (hopů) |

Pole Operation může nabývat následujících hodnot:
| Operace | Význam                                             |
| ------- | -------------------------------------------------- |
| 1       | požadavek                                          |
| 2       | odpověď                                            |
| 3       | vrať nejbližší server (žádost z klientské stanice) |
| 4       | odpověď na vrať nejbližší server                   |

## Typy služeb
Pole Service Type obsahuje typ serveru nebo služby může nabývat následujících hodnot:
| Hodnota       | Význam                       |
| ------------- | ---------------------------- |
| 0x0001        | Uživatel                     |
| 0x0002        | Uživatelská skupina          |
| 0x0003        | Tisková fronta               |
| 0x0004        | Souborový server             |
| 0x0005        | Úlohový server               |
| 0x0006        | Gateway                      |
| 0x0007        | Tiskový server               |
| 0x0009        | Archivní server              |
| 0x000A        | Fronta úloh                  |
| 0x000B        | Administrativní objekt       |
| 0x0021        | SNA brána                    |
| 0x0024        | Vzdálený bridge server       |
| 0x0027        | TCP/IP brána                 |
| 0x0047        | Ohlašující se tiskový server |
| 0x8000-0x7FFF | Rezervováno                  |
| 0xFFFF        | Žolík pro libovolnost službu |